# Calilena
Calilena es un género de arañas araneomorfas pertenecientes a la familia Agelenidae. Se encuentra en Norteamérica.

## Especies
Según The World Spider Catalog 12.0:
- Calilena absoluta (Gertsch, 1936)
- Calilena adna Chamberlin & Ivie, 1941
- Calilena angelena Chamberlin & Ivie, 1941
- Calilena arizonica Chamberlin & Ivie, 1941
- Calilena californica (Banks, 1896)
- Calilena gertschi Chamberlin & Ivie, 1941
- Calilena gosoga Chamberlin & Ivie, 1941
- Calilena magna Chamberlin & Ivie, 1941
- Calilena nita Chamberlin & Ivie, 1941
- Calilena peninsulana (Banks, 1898)
- Calilena restricta Chamberlin & Ivie, 1941
- Calilena saylori Chamberlin & Ivie, 1941
- Calilena siva Chamberlin & Ivie, 1941
- Calilena stylophora Chamberlin & Ivie, 1941
- Calilena umatilla Chamberlin & Ivie, 1941
- Calilena yosemita Chamberlin & Ivie, 1941